# Folyamatos írás
A folyamatos írás a szavak szóköz vagy más tagolójel nélküli írása, amelynek az egyes nyelvek helyesírásában fontos szerepe, önálló jelentése lehet.

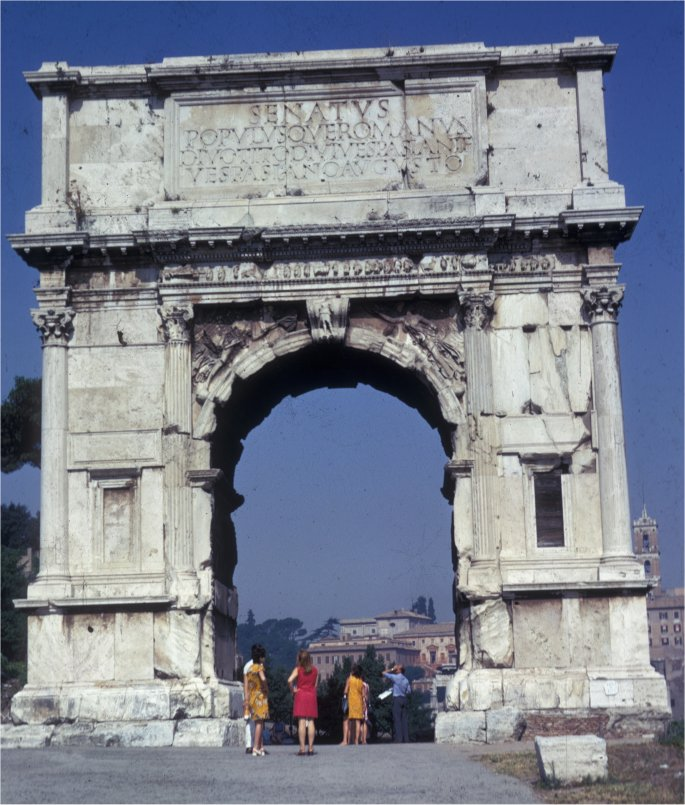
Folyamatosan, szóköz nélkül írt szöveg Titusz császár diadalívén, Rómában

Az egybeírás hagyományának olykor egyszerűen a helytakarékosság volt az oka, mint például a rendszerint kőbe vésett ókori latin feliratok esetében, melyek szövegeit rendszerint folyamatosan, szóköz nélkül jegyezték le (az eljárás neve scriptio continua).
A legtöbb mai nyelvben azonban az egybeírásnak nyelvi funkciója van: számos esetben szóösszetételek létrejöttét, ezáltal az összekapcsolt szavak fogalmi önállósulását jelzi, máskor a kiejtést tükrözi (mint az olasz névmásoknál vagy a cseh vagy szlovák tagadószónál). A szavak fogalmi önállósulása is összhangban lehet a kiejtéssel, például az összetételeket már jellemzően önálló szóként hangsúlyozzuk (például szövegszerkesztő: csak az első szóra esik hangsúly), alkotóelemeiktől függetlenül. A kevésbé meghonosodott, ill. alkalmi összetételek tagjai azonban megőrizhetik önálló kiejtésüket, noha ezeket is egybeírjuk (például jádekösöntyű, vö. faasztal).
A jelentés megváltozásának, a fogalmak önállósulásának több fajtája van, s ezek közül nem mindet írjuk egybe. A szólások, közmondások is önállósultak ugyan, mert elkülönültek az elemeik szó szerinti jelentésétől (például csütörtököt mond: nem 'a pénteket megelőző napot említi', hanem 'tönkremegy'), ám ezeknél megmarad a különírás.
Az egybeírható szavak hossza, az egybeírás szabályai igen eltérőek lehet a nyelvekben: az angolban rendszerint csak a rövid elemekből álló összetételeket írják egybe (s azokat se mindig), németül viszont meglehetősen hosszú fogalmakat is egybeírnak. Az egyes nyelvek különbségére jellemző, hogy egyazon fogalmat angolul vagy franciául több szóban írnak, míg németül vagy magyarul ugyanezeket sokszor egybeírják.